# Claudia, chevalier vampire
Claudia, chevalier vampire est une série de bande dessinée, dérivée de la série Requiem. Le scénariste de Requiem, Pat Mills, s'est adjoint les services de Franck Tacito au dessin.

## Synopsis
Après un sacrifice humain raté (la victime a pu s'enfuir), Claudia Blackwell meurt plus tôt qu'il n'était prévu. Arrivée sur Résurrection, elle est initiée et devient un vampire, mais sous la condition de sacrifier sa fille Carly quand celle-ci aura 21 ans. Or revenir sur Terre est impossible car la Porte des Enfers n'est franchissable que dans un seul sens...

## Albums
1. La Porte des Enfers (2004)
2. Femmes violentes (2006)
3. Opium rouge (2007)
4. La marque de la bête (2010)
5. La nuit du loup-garou (2021)

## Autour de la série
Les éditions Nickel ont organisé une élection en 2008, afin d'assurer la promotion ainsi que de permettre aux fans de rencontrer la créature en chair et en os. C'est Sarah G. qui a remporté le concours de Miss Claudia 2008. Elle a participé à de nombreux shooting et défilés, maquillée et habillée par l'équipe de Nickel Éditions en Dame Claudia Demona pour la promotion de la série.

## Publication

### Éditeur
- Éditions Nickel : tomes 1 à 3 (première édition des tomes 1 à 3)